# E105 (Norge)
E105 eller Europaväg 105 (norska: Europavei 105) är en europaväg som samtidigt utgör riksväg i Sør-Varangers kommun i Finnmark fylke i norra Norge. Den går mellan tätorten Hesseng och ryska gränsen vid Storskog och ingår i den internationella Europaväg 105.
Inom Norge är vägen 13,9 kilometer lång och asfalterad. Den passerar bland annat genom orten Elvenes.

## Anslutningar
Europaväg 105 ansluter till:
- Europaväg 6 (vid Hesseng)
- Fylkesväg 8860 (vid Storskog)
- Europaväg 105 i Ryssland (vid Storskog)
- R21 i Ryssland (vid Storskog)